# Rog (glazbalo)
Rog (ili horna) je limeno puhačko glazbalo s uskom, konično brušenom, kružno zavinutom cijevi koja se pri donjem kraju proširuje u ljevkastu zvučnicu.
Zrak koji svirač upuhuje u cijev prekida se titranjem njegovih usana pritisnutih na ljevkasti usnik. Na jednostavnom tzv. prirodnom rogu, koji nema uređaje za skraćenje ili produljenje cijevi, izvedivi su, uz osnovni ton, prepuhavanjem samo tonovi parcijalnog niza. No na ventilnom rogu posebni mehanizam s tri ventila omogućuje izvođenje svih kromatskih tonova ukupnog raspona glazbala.
Preteča su roga jednostavni puhački instrumenti načinjeni od životinjskog roga ili ziba (slonovače), od školjke, puževe kućice, drvene cijevi, gline i sl., koji se javljaju od prapovijesnog doba na svim kontinentima. Takvi se primitivno građeni rogovi nalaze i danas u folklornom instrumentariju mnogih izvaneuropskih naroda.
Rog s ventilima se pojavljuje 1815. – 1920., čime je postao instrument prikladan za izvođenje dijatonskih i kromatskih ljestvica, pasaža, glisanda, trilera itd. Dok se prirodni rog gradio u različitim veličinama i udesbama (još uvijek se upotrebljavaju glazbala in B za visoke i in F za niske dionice), danas se u orkestru obično upotrebljava ventilni rog in F koji ima realni opseg od H1 do f2. Zvuk roga je pun, mekan, sonoran i ima velik raspon nijansa, od posve nježnog piana do prirodnog fortea. Osim kao solističko glazbalo, rog se rabi i u orkestru (obično u skupini od 4 roga), te u raznim komornim sastavima.